# Mihaela Popa
Mihaela Popa (ur. 16 kwietnia 1962 w Jassach) – rumuńska polityk, nauczycielka, parlamentarzystka krajowa, w latach 2007–2008 deputowana do Parlamentu Europejskiego.

## Życiorys
Ukończyła w 1984 studia z zakresu matematyki na Uniwersytecie w Jassach. Pracowała jako nauczycielka, początkowo w szkole podstawowej, następnie w szkole średniej. Od 1994 do 1999 była zastępcą dyrektora liceum w Vaslui. Przez rok zajmowała stanowisko inspektora w urzędzie ds. edukacji okręgu Vaslui, po czym pełniła różne funkcje w szkołach średnich i administracji lokalnej. W 2006 została doradcą jednego z ministrów ds. szkolnictwa.
W pierwszych powszechnych wyborach w 2007 z ramienia Partii Demokratycznej uzyskała mandat posłanki do Parlamentu Europejskiego. Była członkinią grupy chadeckiej oraz Komisji Kultury i Edukacji.
Z PE odeszła pod koniec 2008 w związku z wyborem w skład rumuńskiego Senatu, reelekcję uzyskała w 2012, zasiadając w tej izbie do 2016. Została członkinią Partii Narodowo-Liberalnej. Od 2020 zajmowała stanowisko sekretarza stanu w resorcie edukacji. W 2024 związała się z ugrupowaniem Partidul România în Acțiune.